# Пастух Остап Іванович
Пастух Остап Іванович (01.10.1936 — 04.02.1997) — учасник українського правозахисного руху, український політв'язень.

## Біографія
Народився 01 жовтня 1936 року в селі Чолгині Львівського воєводства (нині — Яворівський район Львівської області), в селянській родині.
Освіта вища, у 1964 р. закінчив філологічний факультет Львівського державного університету імені Івана Франка, вчитель української мови і літератури.
З 1965 р. — вчитель української мови і літератури в селі Накваша Бродівського району Львівської області. В 1967 р. заарештований КДБ за націоналістичні висловлювання й засуджений на п'ять років позбавлення волі із забороною п'ять років опісля працювати вчителем, що пізніше анулював Апеляційний суд. Знову заарештований КДБ в селі Петричі Буського району Львівської області 27.01.1971 року і після шести місяців перебування під слідством 07.09.1971 р. засуджений Львівським обласним судом за ст.187.1 на 6 місяців позбавлення волі за висловлювання про русифікацію українського шкільництва. Член Народного Руху України.